# 天主教聖卡洛斯德安庫德教區
天主教聖卡洛斯德安庫德教區 （拉丁語：Diocesis Sancti Caroli Anduciae）是智利一個羅馬天主教教區，屬蒙特港總教區。
教區成立於1840年7月1日，包括湖大區的帕萊納省和奇洛埃省，座堂位於奇洛埃省前首府安庫德。2010年有教友139,000人（佔轄區人口81.3%）、廿六個堂區、三十名司鐸。現任教區主教為若望·阿古爾托·穆尼奧斯。